# Chlorocypha gracilis
Chlorocypha gracilis är en trollsländeart som först beskrevs av Karsch 1899.  Chlorocypha gracilis ingår i släktet Chlorocypha och familjen Chlorocyphidae. IUCN kategoriserar arten globalt som livskraftig. Inga underarter finns listade i Catalogue of Life.